# 威拉德·施密特
威拉德·西奥多·施密特（英語：Willard Theodore Schmidt，1910年2月14日—1965年4月13日），美国篮球运动员，曾代表美国参加1936年夏季奥运会男子篮球比赛，并获得金牌。他还为克瑞頓大學打了大学篮球。 